# Armoiries du Tadjikistan
Les armoiries de la republique du Tadjikistan sont décrites par la loi des armoiries de la république du Tadjikistan approuvée le 28 décembre 1993.
La version actuelle du blason du Tadjikistan est une modification de celui de la république socialiste soviétique du Tadjikistan, disparue en 1991. Le soleil naissant, le rameau de coton et les épis de blé figurent également dans l'ancien blason.

## Description et composition des armoiries
Elles sont composées d'une couronne ouverte, représentée schématiquement avec des bords rouges. Dans la partie supérieure de la couronne, figure un demi cercle, et sur celui-ci, sept étoiles de gueules à cinq branches. Ces éléments peuvent également être observés dans le drapeau national. La couronne et les sept étoiles sont situées devant les rayons d'un soleil naissant qui apparaissent dans la partie inférieure du blason, derrière trois montagnes qui sont représentées d'azur avec leurs sommets enneigés.
De chaque côté du blason figurent un rameau de coton et plusieurs épis de blé, unis par une ceinture aux couleurs du drapeau national (qui vient remplacer celle de couleur rouge, avec la devise soviétique "Prolétaires de tous les pays, unissez-vous !" écrite en russe et en tadjik, qui figurait sur les anciennes armoiries du pays). Dans la partie inférieure, on peut voir un livre ouvert.

## Armoiries historiques
Lorsque le pays devient indépendant en 1991, il adopte dès 1992 de nouvelles armoiries. Elles étaient composées d'un lion et d'un soleil ayant une forte ressemblance avec le Lion solaire de la mythologie persane utilisé par l'Iran avant la révolution de 1979. Ces armoiries ont été remplacées en 1993 par le gouvernement de Emomalii Rahmon.

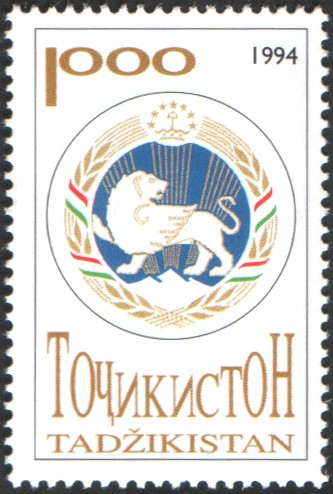
Première emblème du Tadjikistan sur un table postal de 1994
Armoiries de la RSSA tadjike (1924 – avril 1929)
Armoiries de la RSSA tadjike (avril 1929 – 24 février 1931)
Armoiries de la RSS du Tadjikistan (1936 – 1937)
Armoiries du Tadjikistan (1940 – 1992)
Armoiries du Tadjikistan (1992 – 1993)

## Articles externes
- (en) Description officielle